# High Voltage (album)
 For alternative betydninger, se High Voltage. (Se også artikler, som begynder med High Voltage)
High Voltage er det australske rockband AC/DCs debutalbum som blev udgivet i Australien i februar 1975 og i resten af verden i 1976. Seks af albummets otte sange blev skrevet af Angus Young, Malcolm Young, og Bon Scott. "Soul Stripper" blev skrevet af brødrene Young og "Baby, Please Don't Go" er en coverversion af en Big Joe Williams sang.  
Originalt blev albummet udgivet af Albert Productions den internationale udgivelse, som var et mix af numre fra "High Voltage" og "TNT" blev udgivet af Atlantic Records. 

## Numre på CD
1. "Baby, Please Don't Go" (Big Joe Williams) – 4:52
2. "She's Got Balls" – 4:52
3. "Little Lover" – 5:39
4. "Stick Around" – 4:42
5. "Soul Stripper" (A. Young, M. Young) – 6:27
6. "You Ain't Got a Hold on Me" – 3:35
7. "Love Song" – 5:11
8. "Show Business" – 4:46

## Numre på internationale udgivelse
1. "It's A Long Way To The Top (If You Wanna Rock 'n' Roll)" – 5:10
2. "Rock 'n' Roll Singer" – 5:00
3. "The Jack" – 5:50
4. "Live Wire" – 5:45
5. "T.N.T." – 3:30
6. "Can I Sit Next To You Girl" – 4:06
7. "Little Lover" – 5:26
8. "She's Got Balls" – 4:46
9. "High Voltage" – 4:18

## Musikere
- Bon Scott – Vokal
- Angus Young – Lead guitar, Rytme guitar, bagvokal
- Malcolm Young – Rytme guitar, Lead guitar, Bass guitar, bagvokal
- George Young – Bass guitar, bagvokal, Producer
- Tony Currenti – Trommer